# Muslimský Nový rok

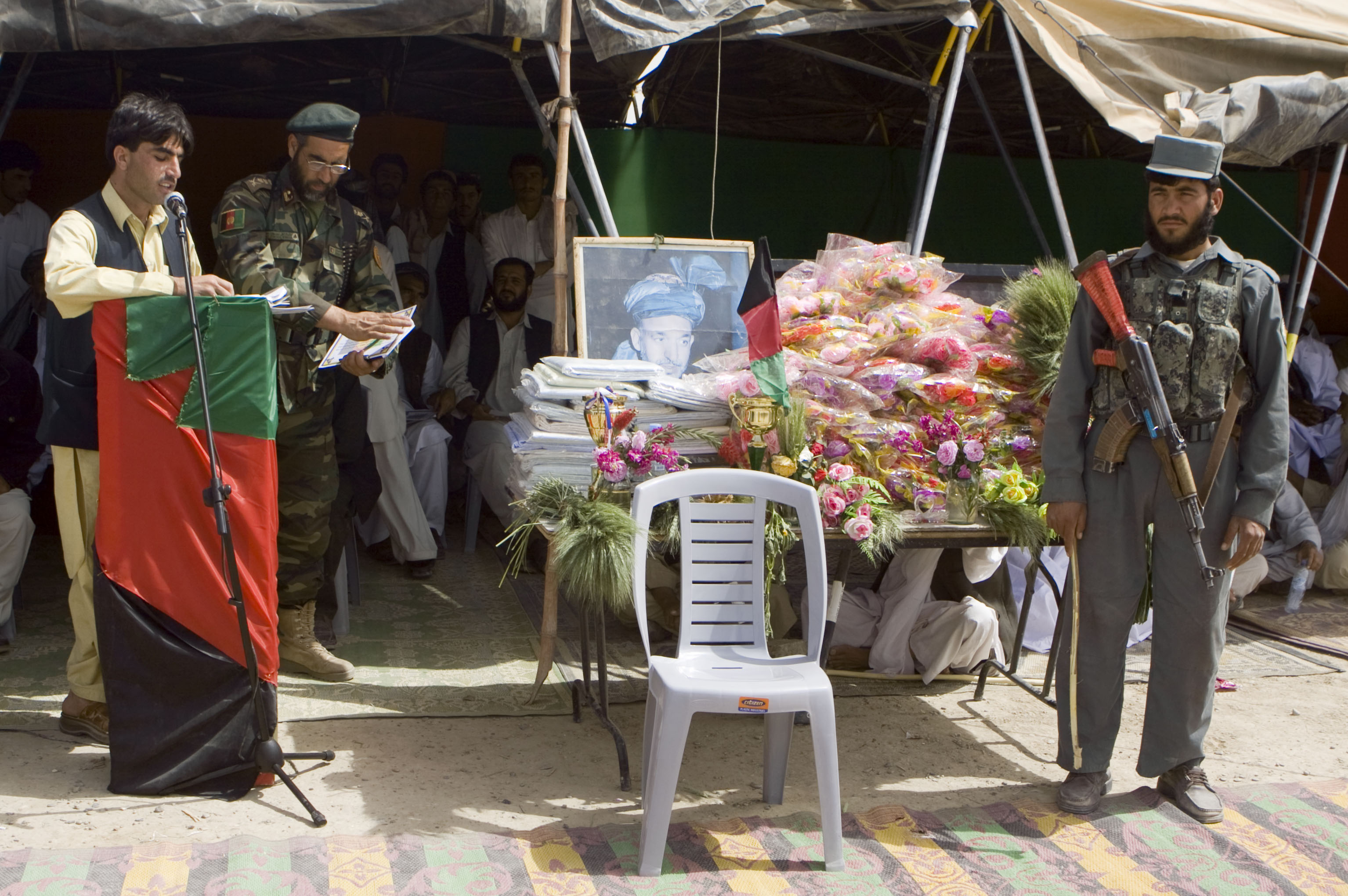
Muslimská oslava nového roku

Oslavy Nového roku v islámském kalendáři se řídí islámským lunárním kalendářem, kde připadají na první den měsíce, posvátného měsíce islámu.
Po celý měsíc muharram je podle islámu nejpříhodnější doba k vykonání pouti hadždž.
V Íránu se Nový rok slaví tradičně 21. března. Spolu s tímto datováním se ale slaví všechny svátky podle obvyklého lunárního kalendáře celého islámu.